# Ankdamm
Ankdamm kan betyda:

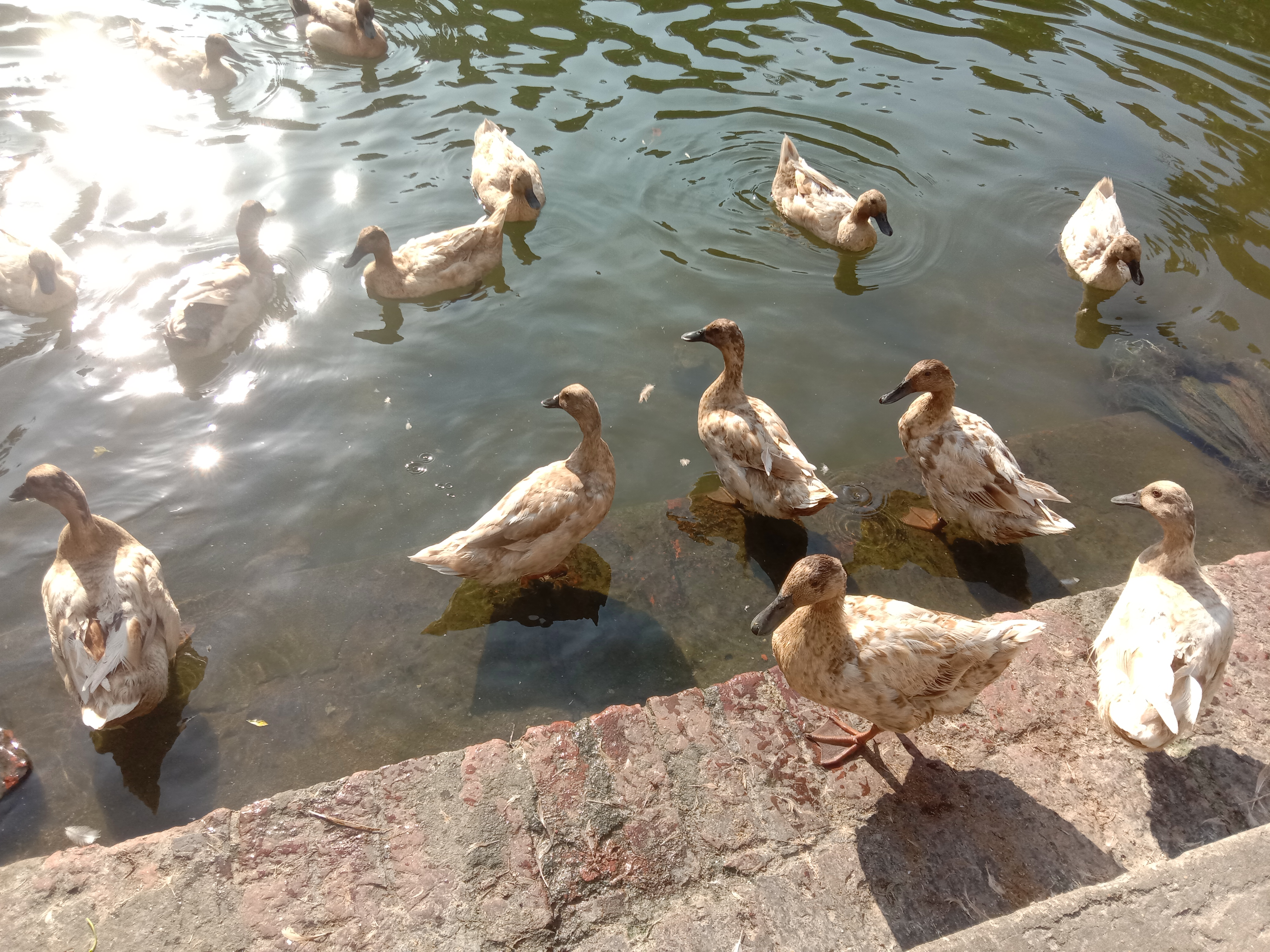
Ankdamm i Västbengalen, Indien.

- en mindre fågeldamm, ofta i en park eller en trädgård.
- en benämning på en efterbliven eller stillastående miljö.[1] Exempel: "Lilla Sverige är en ankdamm" eller "Nyheten väckte uppseende i den svenska ankdammen." Uttrycket "storm i en ankdamm" är belagt 1898[2].